# Iglesia de Santa María del Castillo (Villaverde de Medina)
La iglesia de Santa María del Castillo es un templo católico ubicado en la localidad de Villaverde de Medina, Provincia de Valladolid, Castilla y León, España. 